# Cantó de Lury-sur-Arnon
El cantó de Lury-sur-Arnon és un cantó francès del departament del Cher, situat al districte de Vierzon. Té 9 municipis i el cap és Lury-sur-Arnon.

## Municipis
- Brinay
- Cerbois
- Chéry
- Lazenay
- Limeux
- Lury-sur-Arnon
- Méreau
- Preuilly
- Quincy

## Història
| Data d'elecció                           | Identitat       | Partit                    | Qualitat |
| ---------------------------------------- | --------------- | ------------------------- | -------- |
| 1945-1958                                | M. Guyot        | Divers droite             |          |
| 1958-1988                                | Pierre Sicard   | divers droite, després UC |          |
| 1988-1994                                | Raymond Tatin   | Divers droite             |          |
| 1994-                                    | Rémy Pointereau | UMP                       |          |
| les dades anteriors no són pas conegudes |                 |                           |          |
|                                          |                 |                           |          |

## Demografia
| A partir de 1990: Població sense dobles comptes |